# Magnus von Wedderkop (Generalleutnant)
Friedrich Wilhelm Magnus von Wedderkop (* 24. April 1882 in Oldenburg; † 10. November 1962 in Hamburg) war ein deutscher Generalleutnant der Wehrmacht im Zweiten Weltkrieg.

## Leben
Wedderkops Eltern waren Julius von Wedderkop, ein preußischer Generalmajor und Hofbeamter im Großherzogtum Oldenburg und Luise Zedelius, Tochter des preußischen Generalleutnants Wilhelm Zedelius. Seine Schwester Sophie von Wedderkop heiratete 1904 den späteren General der Infanterie und Widerstandskämpfer gegen den Nationalsozialismus Alexander von Falkenhausen.
Nach dem Besuch des Alten Gymnasium Oldenburgs begann Magnus von Wedderkop am 18. September 1900 als Fahnenjunker seine Militärkarriere im Großherzoglich Mecklenburgischen Grenadier-Regiments Nr. 89 und wurde dort auch Bataillonsadjutant. Er wurde am 22. April 1901 Fähnrich und avancierte am 27. Januar 1902 mit Patent vom 27. Januar 1901 zum Leutnant. 1909 wurde er an die Preußische Kriegsakademie und später nach Japan kommandiert.
Am 22. März 1910 wurde er Oberleutnant und 1913 zum Großen Generalstab kommandiert. Er nahm am Ersten Weltkrieg teil und wirkte dort als Generalstabsoffizier, vor allem beim Chef des Generalstabs des Feldheeres. Später war er beim Oberkommando der Armee-Abteilung von Strantz und in der 35. Reserve-Division. Für sein Wirken erhielt er neben beiden Klassen des Eisernen Kreuzes das Ritterkreuz des Königlichen Hausordens von Hohenzollern mit Schwertern, das Ritterkreuz I. Klasse des Albrechts-Ordens und des Friedrichs-Ordens mit Schwertern sowie das Hamburger Hanseatenkreuz.
Nach dem Krieg wurde er nach Berlin versetzt und in die Reichswehr übernommen. Hier mit Patent zum 1. Juli 1921 zum Major befördert und Kompagniechef des Infanterie-Regiment Nr. 17 in Celle. Bald darauf war er Generalstabsoffizier beim Infanterieführer in Allenstein. Er führte das 1. Bataillon Infanterie-Regiment 4 in Stargard. von Wedderkop war 1923 im Generalstab des Infanterie-Führers I.
Am 1. Februar 1928 wurde er Oberstleutnant. Nach mehrjähriger Tätigkeit im Reichswehrministerium und Generalstabsoffizier des Gruppenkommandos 1 in Berlin wurde er am 1. November 1930 zum Kommandanten von Küstrin ernannt und trat dort die Nachfolge von Hermann Schmolke an. Einen Monat später erfolgte zunächst die Beförderung zum Oberst und wurde am 30. September 1932 mit dem Charakter als Generalmajor aus der Reichswehr verabschiedet. Generalleutnant Konrad Sorsche übernahm das Küstriner Festungskommando.
Am 1. Oktober 1933 erfolgte sein Wiedereintritt in die Reichswehr und die Versetzung nach Hamburg. Er wurde am 1. Mai 1936 Inspekteur der Wehrersatzinspektion Groß-Hamburg, nachdem er zuvor Kommandeur des Wehrbezirkskommandos Hamburg II war. Am 1. Oktober 1937 wurde er mit dem Patent als Generalmajor reaktiviert. Auch mit dem Beginn des Zweiten Weltkriegs blieb er bis 1. Mai 1942 Inspekteur. In dieser Position erhielt er am 1. November 1939 den Charakter als Generalleutnant und am 1. Februar 1941 das Patent zu seinem Dienstgrad. Am 31. Juli 1942 schied er aus der Wehrmacht aus. Mit Wirkung vom 1. Januar 1944 hat der Gauleiter Karl Kaufmann gemäß Anordnung vom 29. Juni 1943 von Wedderkop mit der Führung der Traditionsverbände und Kriegskameradschaften des Gaues Hamburg beauftragt. Zuvor war er bereits Vorsitzender der „Kameradschaftlichen Vereinigung der Offiziere d.B. des Wehrersatzbezirks Hamburg e.V.“
Laut dem Hamburger Abendblatt vom 12. November 1962 war Magnus von Wedderkop der letzte Träger des Namens von Wedderkop.